# Pavel Apovnik
Pavel Apovnik (* 28. junij 1935, Senčni Kraj, Koroška), je koroški slovenski pravnik, publicist in leksikograf.

## Življenje
Pavel Apovnik je rojen v koroški slovenski družini v Senčnem Kraju/Schattenberg v nekdanji občini Libuče/Loibach, danes občina Pliberk/Bleiburg. Grenke izkušnje v ljudski šoli Pliberk v vojnih letih 1941–1945, ko je učiteljem in  dijakom bila uporaba slovenščine  strogo prepovedana, so zaznamovale njegovo življenje in delovanje za „prepovedani“ slovenski jezik. 
1947–1955 obisk Zvezne gimnazije na Plešivcu/Tanzenberg in Zvezne in realne gimnazije v Celovcu/Klagenfurt, 1955–1960 študij prava na Dunajski univerzi, takoj nato  praksa na sodišču v Celovcu, 1961 vstop v upravno službo dežele Koroške, delovanje v okrajnih glavarstvih Beljak/Villach, Wolfsberg in Velikovec/Völkermarkt, 1964–1973 namestnik okrajnega glavarja v Velikovcu, 1974 do 1994 delujoč v „Uradu koroške deželne vlade“ v Celovcu, nazadnje kot vodja „Biroja za slovensko narodno skupnost  v Uradu koroške deželne vlade“.

## Javno delovanje
Po zaključku študija je Pavel Apovnik poleg svojega uradniškega poklica deloval v političnih organizacijah koroških Slovencev. V letu 1975 je nastopil kot glavni kandidat Koroške enotne liste (KEL) pri  deželnozborskih volitvah. Vendar 6130 doseženih glasov ni bilo dovolj za  mandat v deželnem zboru. 
Poleg njegovega poklicnega uradniškega dela predstavljajo težišče njegovega delovanja številna predavanja in seminarji o slovenskem pravnem jeziku. Dolga leta je bil lektor za „Slovenski pravni in upravni jezik“/„Slowenische Rechts- und Verwaltungssprache“ na univerzi v Gradcu/Graz in za „Slovenski ekonomski jezik“/ „Slowenische Wirtschaftssprache“ na univerzi v Celovcu/Klagenfurt. 
Rezultat dolgoletnega dela je nemško-slovenski slovar „Wörterbuch der Rechts- und Wirtschaftssprache“ in slovensko-nemški „Slovar pravnega in ekonomskega jezika“, ki ga je sestavil skupaj z Ludvikom Karničarjem. Z dvema soavtorjema je nastal  „Slovenski pravni leksikon z nemškimi in italijanskimi ustreznicami geselskih besed“.

## Nagrade
- 2005 Zlati red za zasluge Republike Slovenije
- 2000 Tischlerjeva nagrada Narodnega sveta koroških Slovencev in Krščanske kulturne zveze
- 1995 Großes Goldenes Ehrenzeichen des Landes Kärnten (Veliko zlato odličje dežele Koroške)

## Publikacije
- Apovnik, Paul/Karničar Ludwig: Wörterbuch der Rechts- und Wirtschaftssprache, Teil I: deutsch-slowenisch, Kommissionsverlag der Manz'schen Verlags-und Universitätsbuchhandlung, Wien 1989
- Apovnik, Pavel/Karničar, Ludvik: Slovar pravnega in ekonomskega jezika, 2. del: slovensko-nemški, Manzsche Verlags- und Universitätsbuchhandlung, Dunaj 1996, ISBN 3-214-05651-4
- Apovnik, Pavel/Primožič, Karlo/Feri, Aleksander: Slovenski pravni leksikon z nemškimi in italijanskimi ustreznicami geselskih besed, Ljubljana: OST – svetovalne storitve: Društvo znanstvenih in tehniških prevajalcev Slovenije, 1999, ISBN 961-90726-0-X
- Apovnik, Pavel: Kultura Koroških Slovencev in njen odnos od kulture sosedov. V: Celovški Zvon, II/3, junij 1984 (PDF, 4 MB).
- Apovnik, Paul: Zum Stellenwert des Art. 7 des Staatsvertrages 1955, V: Das gemeinsame Kärnten / Skupna Koroška, Dokumentation des deutsch-slowenischen Koordinationsausschusses der Diözese Gurk, Band 10, Klagenfurt 1985, stran 280-301 (PDF, 7 MB).
- Apovnik, Paul: Beiräte – ein taugliches Instrument zur Lösung von Minderheitenfragen?  V: Kärnten-Dokumentation, Band 10, Eine autonome Vertretung  für die Kärntner Slowenen, Volksgruppenkongreß 1991 – Eisenkappel, Referate und Materialien (Hrsg. von Paul Apovnik/Ralf Unkart), Klagenfurt 1992, stran 49-57, ISBN 3-901258-02-7 (PDF, 5 MB).
- Apovnik, Pavel: Ne bode prazen jerbas moj. V: Milka Hartman, Zimske rože, izbrane pesmi. Mohorjeva založba, Celovec-Ljubljana-Dunaj 1998, ISBN 3-85013-535-7 (PDF, 2 MB).
- Apovnik, Paul: Zur Entstehung des deutsch-slowenischen und slowenisch-deutschen Wörterbuches der Rechts-und Wirtschaftssprache. V: Slowenen und Graz / Gradec in Slovenci, Monographie zur internationalen Tagung vom 27. 02. bis 01. 03. 2014 am Institut für Slawistik der Karl-Franzens-Universität Graz, izdala: Ludwig Karničar/Andreas Leben), Graz 2014, stran 311-319 (PDF, 4 MB).
- Apovnik, Pavel: Kako je nastal Slovar pravnega in ekonomskega jezika/ Wie das Wörterbuch der Rechts- und Wirtschaftssprache entstand. V: Beiträge zur interdisziplinären Slowenistik / Prispevki k meddisciplinarni slovenistiki. Festschrift für Ludwig Karničar zum 65. Geburtstag (izdali:  Andreas Leben/Martina Orožen/Erich Prunč), Leykam, Graz 2014, ISBN 978-3-7011-0 0304-1, stran 39-46 (PDF, 5 MB).
- Apovnik, Pavel: Leksikon slovenskega narečja v pliberškem okolju z ustreznicami v slovenskem knjižnem jeziku, v nemškem jeziku in etimološko razlago, Celovec: Slovenski narodopisni inštitut Urban Jarnik (izd.) – Mohorjeva družba (zal.), 2025, ISBN  978-3-7086-1378-9.